# 齊藤氏方頭魚
齊藤氏方頭魚，為輻鰭魚綱刺尾鯛目弱棘魚科方頭魚屬的其中一種，分布於菲律賓Batangas海域，棲息深度210-220公尺，體長可達32.9公分，生活在底中層水域，屬肉食性，生活習性不明。

## 擴展閱讀
維基物種上的相關：齊藤氏方頭魚